# Kylix
Kylix — интегрированная среда разработки для платформы Linux на языках Object Pascal и C/C++.

## Название
Название Kylix происходит от античного сосуда килик (греч. κύλιξ, лат. calix). Тем самым продолжается начатая в средствах разработки древнегреческая тема: Дельфы (Delphi), оракул (Oracle) (см. Дельфийский оракул). Одновременно за счёт суффикса -ix показывается, что этот продукт имеет отношение к операционной системе Unix.

## Описание
Borland Kylix — это инструмент для переноса среды разработки Delphi в операционную систему Linux.
В 2002 году компания-разработчик Borland прекратила поддержку продукта из-за убытков, которые он приносил.
Kylix может использоваться для переноса написанного для Delphi приложения из Microsoft Windows на Linux, или для написания программ, которые будут работать на обеих платформах. В качестве библиотеки визуальных компонентов в данном случае выступает CLX. Так как при установке Kylix модифицировалась система, то среда работает со старыми версиями дистрибутивов Linux, выпускающихся на момент прекращения поддержки среды, то есть на 2002 год. Гарантированно Kylix 3 работает только на ядрах серии 2.2 и 2.4. Патчи для позднейших версий ядра в большинстве случаев не решают проблемы. Тем не менее бинарные файлы, скомпилированные в Kylix, работают и в современных системах, даже в тех, в которых сам Kylix запустить невозможно.
Кроме того, успешно можно использовать консольный компилятор dcc, поставляемый в составе дистрибутива Kylix. Таким образом, можно создавать работоспособные приложения используя традиционные для *nix систем Make-файлы.

## CrossKylix
Кроме того, существует бесплатный набор средств для интеграции компилятора Borland Kylix (Delphi для Linux) в IDE Delphi для Windows — CrossKylix. Этот проект был создан для людей, которые хотят развивать кросс-платформенные приложения с Delphi, без необходимости переключаться между Linux / Kylix и Windows / Delphi всё время. Проект лучше всего подходит для использования в веб-приложениях, пакетах и компонентах, также поддерживается кросс-визуальные проекты CLX.
До сих пор для разработки кросс-платформенных приложений Delphi было необходимо иметь отдельную установку Linux (либо на специальном окне или в виртуальной машине типа VMWare) перекомпилировать ваш проект для платформы Linux. С CrossKylix вместо этого необходимо только построить свой проект с помощью компилятора Kylix непосредственно внутри вашего IDE Windows Delphi.

## CrossFPC
В декабре 2012 года в качестве замены устаревающему проекту CrossKylix той же командой разработчиков был выпущен набор инструментов CrossFPC, позволяющих интегрировать компилятор Free Pascal в последние версии IDE Embarcadero Delphi. Это даёт возможность проводить кросс-компиляцию приложений на такие целевые платформы как 32- и 64-битные версии Linux x86, Linux ARM и Android, не покидая среду разработки. Тем не менее, CrossFPC не поддерживает использование визуальных компонентов VCL или CLX. На момент начала 2017 года поддерживает версии IDE: Delphi 7, Delphi 2007, Delphi 2009, Delphi 2010, и все версии от Delphi XE до Delphi XE10.1 Berlin.
В качестве альтернативы для переноса программ с Delphi используется также среда разработки Lazarus, которая является свободным программным обеспечением и имеет частичную совместимость с Delphi за счёт использования компилятора Free Pascal.

## Embarcadero Delphi 10.2 Tokyo
В 2017 году была выпущена среда разработки Embarcadero Delphi 10.2 Tokyo с поддержкой Linux x86_64. Среда разработки и утилиты командной строки dcclinux64.exe и ld-linux.exe требуют ОС Windows. В отличие от платформ Windows и Mac OS X и аналогично мобильным платформам Android и iOS, транслятор Delphi для Linux применяет автоматический счётчик ссылок (ARC) для ссылок на классы. Комплементарный транслятор C++ для Linux x86_64 с поддержкой ARC, свойств объектов и других характерных для экосистемы Embarcadero расширений языка отсутствует.